# Tratado de Libre Comercio de Canadá y Estados Unidos
El Acuerdo de Libre Comercio (TLC) fue un acuerdo comercial firmado por Canadá y los Estados Unidos el 4 de octubre de 1988. El acuerdo, concluido en octubre de 1987, eliminó las restricciones al comercio de varias etapas a lo largo de un período de diez años, y dio como resultado un  comercio transfronterizo.
Según lo dictado por el acuerdo, los principales objetivos de la canadiense-Estados Unidos Tratado de Libre Comercio son los siguientes:
- Eliminar las barreras al comercio de bienes y servicios entre Canadá y los Estados Unidos;
- Facilitar las condiciones de competencia legal en la zona de libre comercio establecido por el Acuerdo;
- Liberalizar de manera significativa las condiciones para la inversión dentro de esa zona de libre comercio;
- Establecer procedimientos eficaces para la administración conjunta del Acuerdo y la resolución de controversias;
- Sentar las bases para la ulterior cooperación bilateral y multilateral encaminada a ampliar y mejorar los beneficios del Acuerdo.

## Historia
A partir de 1855, mientras que Canadá se encontraba bajo control británico, el libre comercio se llevó a cabo entre las colonias de la América del Norte Británica y los Estados Unidos bajo el Tratado de Reciprocidad. En 1866, un año antes de Confederación Canadiense, el Congreso de los Estados Unidos votó a favor de cancelar el tratado de libre comercio con los Estados Unidos ha sido un tema controvertido en Canadá. Históricamente, los canadienses que abogó por una relación más estrecha con sus vecinos del sur, sobre todo los lazos económicos más estrechos, fueron retratados por los críticos como el fomento anexión política de los estadounidenses. Bajo el primer ministro de Canadá Primer, John A. Macdonald, el proteccionismo Política Nacional se convirtió en una piedra angular de la nación canadiense.
El Partido Liberal de Canadá había apoyado tradicionalmente el libre comercio. En la elecciones federales canadienses de 1911, el libre comercio en los productos naturales se convirtió en el tema central. El Partido Conservador hicieron campaña con fuego antiestadounidense la retórica, y los liberales perdieron las elecciones. Además las disputas políticas sobre el libre comercio fueron dejados de lado por muchas décadas.
Desde 1935-1980, una serie de acuerdos comerciales bilaterales reducido en gran medida los aranceles en ambas naciones. El más significativo de estos acuerdos fue en 1965 Automotive Products Comercio (también conocido como el Pacto del Automóvil).:C

## Negocio y venta en Canadá
En la década de 1980 Canadá y los Estados Unidos estuvieron muy interesados en un acuerdo. El Partido Conservador Progresista de Brian Mulroney fue elegido para un cargo para las elecciones de 1984. El libre comercio no era una cuestión importante, pero Mulroney y el partido ambos anunciaron su oposición a tal medida. En 1985, un Comisión Real en la economía emitió un informe al Gobierno de Canadá recomienda libre comercio con los Estados Unidos. Esta comisión fue presidida por el exministro liberal de Hacienda Donald S. Macdonald, y había sido encargado por el gobierno liberal de Pierre Trudeau. Mulroney, sin embargo abrazó las conclusiones del informe. El presidente Ronald Reagan dio la bienvenida a la iniciativa de Canadá y el Congreso de los Estados Unidos otorgó al Presidente la autoridad para firmar un acuerdo de libre comercio con Canadá, sin perjuicio de que se presente para la revisión del Congreso el 5 de octubre de 1987. En mayo de 1986, los negociadores canadienses y estadounidenses comenzaron a llegar a un acuerdo comercial. El equipo canadiense estuvo encabezada por el exdiputado Ministro de Hacienda Simon Reisman y la parte estadounidense por Peter O. Murphy, el diputado exrepresentante comercial de Estados Unidos en Ginebra.
El acuerdo entre los dos países en última instancia, creada en gran medida la liberalización del comercio entre ellos, la eliminación de la mayor parte restante arancelarias. El TLC no era fundamentalmente sobre las tarifas, sin embargo. Los aranceles medios sobre las mercancías que cruzan la frontera fueron muy por debajo de 1% en la década de 1980. En cambio, el Canadá desea un acceso sin trabas a la economía estadounidense. Estadounidenses, a su vez, desea tener acceso a la energía de Canadá y las industrias culturales.
En las negociaciones, Canadá conserva el derecho de proteger sus industrias culturales y los sectores como la educación y el cuidado de la salud. Además, algunos recursos como el agua quedaron fuera del acuerdo. Los canadienses no tuvieron éxito en ganar la libre competencia de contratos de compras gubernamentales.

## Debate y puesta en práctica
El debate en Canadá sobre la posibilidad de aplicar el acuerdo negociado fue muy polémico. La oposición Partido Liberal de Canadá en el líder de John Turner abiertamente se opuso a este acuerdo, diciendo que "romperla" si fuera el primer ministro. La oposición Nuevo Partido Democrático en el líder de Ed Broadbent también se opone firmemente al acuerdo. Ambas partes se opuso que el acuerdo podría erosionar la soberanía del país, con el argumento de que el Canadá efectivamente se convertiría en el "Estado #51" de los Estados Unidos si el acuerdo se llevó a cabo. También manifestó su inquietud acerca de cómo los programas sociales y otros acuerdos comerciales como el Pacto del Automóvil se vería afectada. La legislación para implementar el acuerdo se retrasó en el Senado, que tenía una mayoría del Partido Liberal. En parte como respuesta a estos retrasos, fue de lejos el tema más destacado de la campaña, lo que provocó que algunos llaman a las elecciones de de 1988 como las "elecciones de Libre Comercio. Fue la primera elección de Canadá para ofrecer publicidad a gran campaña de terceros, con los grupos de presión comercial a favor y en contra del libre compra de anuncios de televisión. También fue la primera elección de Canadá en el uso negativa publicidad, un anuncio anti-libre comercio mostraron los negociadores "la eliminación de una línea" del Tratado de Libre Comercio, que al final del anuncio se reveló como el Canadá y Estados Unidos frontera. Aunque algunas encuestas de opinión mostraron los canadienses un poco más en contra del Acuerdo que en favor de ella, el Conservador Progresista fue beneficiado de ser el único en favor del acuerdo, mientras que los liberales y el NDP dividían la lucha contra la voto libre comercio. Mulroney ganó una mayoría de gobierno y el acuerdo fue aprobado como ley, a pesar de que la mayoría había votado a favor de partidos de oposición libre comercio.
El Tratado de Libre Comercio frente a la oposición y mucho menos en las encuestas de EE. UU. mostró que hasta un 40% de los estadounidenses no sabían que el acuerdo había sido firmado y ratificado por el presidente Reagan, lo que significa que sólo puede ser aceptado o rechazado, pero no modificarse. Es aprobado por la Cámara y el Senado el 9 de septiembre de 1988 por márgenes confortables.

## Efectos
Las ramificaciones exactas del acuerdo son difíciles de medir. Tras la entrada en vigor del acuerdo, el comercio entre Canadá y Estados Unidos. aumentó rápidamente. Si bien durante todo el siglo XX, las exportaciones crecieron de manera consistente cerca del 25% del PIB canadiense, desde 1990 las exportaciones han sido un 40% del PIB, llegando al 50% por el año 2000.
Los economistas conservadores dieron la bienvenida al acuerdo entre Estados Unidos y Canadá, centrándose en los beneficios del comercio, mientras que los economistas liberales criticaron el acuerdo como una causa de fuga de capitales y la inseguridad laboral debido a la outsourcing internacional.
Las diferencias entre los análisis del tratado de libre comercio dependerá de la diferencia de valor entre el dólar canadiense y el dólar estadounidense. En 1990-1991, el dólar canadiense aumentó de forma pronunciada su valor frente a la moneda de los Estados Unidos, haciendo los productos manufacturados canadiense más caros para los estadounidenses, y hacer de América los productos manufacturados más baratos para los canadienses, que ya no tenían que pagar elevados derechos sobre ellos. Apareció así el fenómeno de "las compras transfronterizas", donde los canadienses hacen excursiones de un día de compras a ciudades fronterizas de Estados Unidos. para aprovecharse de los bienes libres de arancel y un dólar canadiense de alta, provocando un mini-boom de estos pueblos. Muchos puestos de trabajo canadienses se perdieron, en particular en el sector manufacturero de Ontario durante la recesión de la década de 1990, lo cual se atribuyó (justamente o no) al Tratado de Libre Comercio. En la década de 1990 a mediados y finales, sin embargo, el dólar canadiense cayó a mínimos históricos en el valor frente al dólar estadounidense. Los precios de los productos básicos como la madera y el aceite se podían comprar libre de aranceles por los estadounidenses, mientras que los estudios de Hollywood enviaron a sus equipos de grabación a Canadá por el menor costo de rodaje allí. La eliminación de los aranceles de protección significa que las fuerzas del mercado, tales como los valores de moneda, tienen un mayor efecto en las economías de ambos países que de otro modo no hubiera sido posible.
El acuerdo no ha logrado la liberalización del comercio en algunas zonas, sobre todo Madera blanda, en la que los canadienses han expresado su frustración de que los estadounidenses saboteen el acuerdo para imponer políticas proteccionistas.
Los temores de que el acuerdo suponga un perjuicio para la soberanía de Canadá no se han hecho realidad, y las "industrias culturales" de Canadá siguen siendo sanos. Sin embargo, las políticas siguen siendo muy proestadounidense, como los recursos naturales de Canadá son muy abundantes en comparación con los Estados Unidos. Cuestiones tales como minerales, agua dulce, y el comercio de madera blanda de construcción siguen siendo controvertidas.
Si bien el acuerdo sigue siendo polémico a día de hoy, ya no está en la vanguardia de la política canadiense. Fue reemplazado por el Tratado de Libre Comercio de América del Norte (TLCAN) en 1994. Los liberales en Jean Chrétien fueron elegidos para ocupar cargos en la elecciones de 1993, en parte con la promesa de renegociar el trabajo clave y partes ambientales del TLCAN. Se firmó un acuerdo de hecho con el presidente demócratas Bill Clinton que ha creado acuerdos por separado lado para hacer frente a estas dos preocupaciones. El Partido Liberal de Canadá es en gran medida con el contenido del acuerdo existente. Hoy en día, el PND aún sostiene que el TLC y su sucesor, el TLCAN, no lo hace, entre otras preocupaciones, adopte las medidas adecuadas para proteger a la fuerza de trabajo y evitar las grandes empresas susceptibles de degradar el medio ambiente. Desde entonces, han considerado que los dos acuerdos laterales del TLCAN negociado por Chrétien y Clinton se debe trabajar en el cuerpo principal del acuerdo a fin de que puedan aplicarse correctamente, que es sobre todo la misma posición que el presidente estadounidense Barack Obama ha tomado recientemente. No está claro si cualquiera de los otros dos grandes partidos políticos canadienses estarían interesados en la apertura de negociaciones para hacer frente a estas preocupaciones, pero el primer ministro Stephen Harper ha expresado recientemente su falta de interés en hacerlo.